# Rekord (Album)
Rekord ist das neunte reguläre Studioalbum der Fantastischen Vier. Es wurde am 24. Oktober 2014, anlässlich des 25-jährigen Bestehens der Band, veröffentlicht.

## Stil und Rezeption
Während sich das Album inhaltlich fast nahtlos an den gewohnten Stil der Fantastischen Vier anschließt, hebt es sich musikalisch sehr stark ab. Rekord ist kein klassisches Hip-Hop-Album, sondern ein stilistischer Rundumschlag und steht unter dem Einfluss mehrerer Musik-Stile. Dazu zählen neben Pop und Jam diesmal auch Dubstep, Electro sowie R’n’B.
Für den Jubiläumtitel 25 sang Don Snow aka Jonn Savannah seinen Hit 25 Years mit leicht verändertem Text. Zusammen mit Miss Platnum wurde Disco aufgenommen.
Das Album erlangte eine Woche nach Veröffentlichung Platz 1 der deutschen Charts, wurde mit Gold ausgezeichnet und bisher über 200.000 Mal verkauft. Aus dem Album wurden die Titel 25, Und los sowie Single als Single ausgekoppelt.
Beim Online-Dienst laut.de wurde es mit 3 von 5 Sternen bewertet.

## Titelliste
| Nr. | Titel                      | Länge |
| --- | -------------------------- | ----- |
| 1.  | 25                         | 3:03  |
| 2.  | Heute                      | 3:44  |
| 3.  | Und los                    | 3:57  |
| 4.  | Lass sehen                 | 4:06  |
| 5.  | Gegen jede Vernunft        | 3:33  |
| 6.  | Typisch ich                | 3:24  |
| 7.  | Wie geliebt                | 4:14  |
| 8.  | Single                     | 5:02  |
| 9.  | Disco                      | 4:57  |
| 10. | Der Mann den nichts bewegt | 5:02  |
| 11. | Frieden wie denn           | 4:46  |
| 12. | Gott ist mein Zeuge        | 4:58  |
| 13. | Das Spiel ist aus          | 3:33  |

## Trivia
Das Album wurde bis zum 8. Dezember 2014 zum kostenlosen Download auf Google Play angeboten.